# Шляев, Николай Васильевич
 Никола́й Васи́льевич Шля́ев  (18 мая 1924 — 1993) — наводчик орудия 275-го гвардейского истребительно-противотанкового артиллерийского полка (4-я гвардейская истребительно-противотанковая артиллерийская бригада, 69-я армия, 1-й Белорусский фронт). Герой Советского Союза.

## Биография
Родился 18 мая 1924 года в деревне Щеголёво Бережковской волости Егорьевского уезда в крестьянской семье. Окончил семилетнюю школу. В 1939 году поступил в школу ФЗУ. Работал на Егорьевской ткацкой фабрике. В августе 1942 году Егорьевским РВК Московской области призван в РККА.

#### Великая Отечественная война
С августа 1943 года гвардии сержант Шляев сражался на 1-м Белорусском фронте.
Наводчик орудия 2-й батареи гвардии старший сержант Шляев отличился в боях на территории Польши при захвате Пулавского плацдарма. Утром 31 июля 1944 года в районе села Кемпа-Хотецкая Люблинской губернии 2-я батарея 275-го гвардейского истребительно-противотанкового артиллерийского полка вела артиллерийский огонь по противнику с целью создания условий для форсирования реки Висла. Ночью под сильным артиллерийско-миномётным и пулемётным огнём батарея первой из артиллерийских подразделений вместе с пехотой форсировала Вислу, создав и закрепив плацдарм на её западном берегу. 1 августа успешно отбила атаку противника, пытавшегося ликвидировать плацдарм. 2 августа в районе высот 160.2 и 155.1 батарея без пехоты успешно отбила три атаки противника, прямой наводкой из орудия уничтожив до батальона пехоты, 4 пулемёта и миномётную батарею противника. Когда орудие, ввиду перегрева, отказало в работе, личный состав батареи продолжил бой огнём из автоматов, овладев полностью данными высотами. В этом бою гвардии старший сержант из личного оружия уничтожил 80 солдат и офицеров противника. Взятие высот создало благоприятные условия для переправы войск на западный берег реки Висла, удержания и расширения плацдарма.
Указом Президиума Верховного Совета СССР от 21 февраля 1945 года за образцовое выполнение боевых заданий командования на фронте борьбы с немецкими захватчиками и проявленные при этом отвагу и геройство гвардии старшему сержанту Шляеву Николаю Васильевичу присвоено звание Героя Советского Союза с вручением ордена Ленина и медали «Золотая Звезда».

#### Послевоенное время
В 1945 году окончил курсы младших лейтенантов. В 1947 году демобилизовался в звании младшего лейтенанта. Жил и работал в Егорьевске. Трудился мастером в «Теплосети». Умер в 1993 году.

## Награды
- Медаль «Золотая Звезда» (21.02.1945)[2][3];
- орден Ленина (21.02.1945);
- Орден Отечественной войны I степени (11.03.1985)[4];
- два ордена Красной Звезды (05.05.1944[5]; 11.08.1944[6]);
- орден Славы II степени (08.03.1945)[7];
- орден Славы III степени (11.11.1944)[8];
- медаль «За отвагу» (21.02.1944)[9];
- медаль «За взятие Берлина»;
- медаль «За освобождение Варшавы»;
- другие медали.

## Память
- Имя Героя Советского Союза Н. В. Шляева присвоено:

Егорьевской средней школе (1995);
улице города Егорьевск.
- В Егорьевске на доме, где жил Герой, установлена мемориальная доска.